# 1900 a jogalkotásban
1900-ban az alábbi jogszabályokat alkották meg:

## Magyarország

### Törvények
- 1900. évi I. törvénycikk Az 1889:VI. törvénycikk 14., valamint az 1890:V. törvénycikk 3. szakasza rendelkezésének, illetőleg a közös hadsereg és haditengerészet, valamint a honvédség számára megállapitott ujonczjutalék mennyiségének az 1900. év végéig való fentartása tárgyában
- 1900. évi II. törvénycikk Az 1900. évben kiállitandó ujonczok megajánlásáról
- 1900. évi III. törvénycikk Az 1897. és 1898. évi közösügyi kiadásokra Magyarország által pótlólag fizetett összegekről
- 1900. évi IV. törvénycikk A lelkészi jövedelem kiegészitéséről szóló 1898:XIV. törvénycikk végrehajtásához az 1899. évre szükséges póthitel engedélyezéséről
- 1900. évi V. törvénycikk Az egyetemek számára az 1897:XXV. törvénycikkel engedélyezett telekvásárlások és épitkezések többköltségeinek fedezésére szükséges póthitelről
- 1900. évi VI. törvénycikk Az 1900. évi állami költségvetésről
- 1900. évi VII. törvénycikk Az 1893:IV. törvénycikk némely intézkedéseinek kiegészitéséről
- 1900. évi VIII. törvénycikk Az 1897:XXX. törvénycikk alapján foganatositott beruházások költségeinek részbeni fedezéséről
- 1900. évi IX. törvénycikk Az 1899:XXII. tc., valamint az 1899:XXIV. tc. némely határozmányainak módositása tárgyában
- 1900. évi X. törvénycikk A naptárak, hirdetmények, hirlapi beiktatások, külföldi hirlapok és időszaki lapok bélyegkötelezettségének megszüntetéséről
- 1900. évi XI. törvénycikk Az értékpapir-forgalmi adóról
- 1900. évi XII. törvénycikk  A nagykikinda-nagybecskereki és szeged-karlovai helyi érdekü vasutak engedélyokiratainak egyesitése tárgyában
- 1900. évi XIII. törvénycikk Budapest székes-főváros területén uj királyi zálogházi épület emeléséről
- 1900. évi XIV. törvénycikk Az országgyülési képviselő-választói jog gyakorlásának némely községet, pusztát és telepet érintő rendezéséről
- 1900. évi XV. törvénycikk  Az 1886:XXIX., az 1889:XXXVIII. és az 1892:XXIX. törvénycikk módositásáról és kiegészitéséről
- 1900. évi XVI. törvénycikk A gazdasági munkás- és cselédsegélypénztárról
- 1900. évi XVII. törvénycikk Az állatorvosi közszolgálat államositásokról
- 1900. évi XVIII. törvénycikk Az 1897. évi közösügyi zárszámadásra alapitott végleges leszámolás szerint Magyarország terhére mutatkozó tartozás fedezéséről, továbbá az 1898. és 1899. évi közösügyi kiadásokra Magyarország által pótlólag fizetendő összegekről
- 1900. évi XIX. törvénycikk A magyar-román határvonalon felállitott határjelek kicserélése folytán felmerülő költségek fedezésére szükséges hitel engedélyezéséről
- 1900. évi XX. törvénycikk A községi közigazgatási tanfolyamokról
- 1900. évi XXI. törvénycikk A találmányok, védjegyek és mustrák oltalma tárgyában Spanyolországgal kötött egyezmény becikkelyezéséről
- 1900. évi XXII. törvénycikk Az 1899. évi XV. törvénycikk 98. §-ának kiterjesztéséről
- 1900. évi XXIII. törvénycikk  A pestis elleni védekezés tárgyában, Velenczében 1897. évi márczius 19-én kötött nemzetközi egyezmény beczikkelyezéséről
- 1900. évi XXIV. törvénycikk Ő cs. és kir. fensége ausztria-estei Ferencz Ferdinánd főherczeg urnak chotkowai és wognini Chotek Zsófia Mária Josefina Albina grófnővel kötött házassága alkalmából kiadott nyilatkozata beczikkelyezéséről
- 1900. évi XXV. törvénycikk Az 1884:XVII. tc. 50. §-ának a megrendelések gyüjtésére vonatkozó rendelkezései módositásáról